# Richard Gaines
Pour les articles homonymes, voir Gaines.
Richard H. Gaines est un acteur américain né le 23 juillet 1904 à Oklahoma City, mort le 20 juillet 1975 à North Hollywood, Los Angeles.

## Biographie
Richard Gaines fut marié à Brenda Marshall avec qui il a eu une fille Virginia. Cette dernière a été par la suite adoptée par l'acteur William Holden, second époux de Brenda Marshall.

## Filmographie
- 1940 : Howard le révolté (The Howards of Virginia) : Patrick Henry
- 1942 : Une nuit inoubliable (A Night to Remember) : Lingle
- 1943 : Tender Comrade : Waldo Pierson
- 1943 : Plus on est de fous (The More the Merrier) : Charles J. Pendergast
- 1944 : Monsieur Winkle s'en va-t-en guerre (Mr. Winkle Goes to War) d'Alfred E. Green : Ralph Westcott
- 1944 : Assurance sur la mort (Double Indemnity) : Edward S. Norton, Jr.
- 1944 : Double Exposure de William Berke : James R. Tarlock
- 1945 : Le Cottage enchanté (The Enchanted Cottage) : Frederick 'Freddy' Price
- 1945 : Twice Blessed : Sénateur John Pringle
- 1945 : Don Juan Quilligan : avocat de la défense
- 1945 : A Gun in His Hand ou Crime Does Not Pay No. 46 : A Gun in His Hand : Inspecteur Dana
- 1946 : Ainsi va mon cœur ou A Genius in the Family : Mr. Josephus Ford
- 1946 : The Bride Wore Boots : L'avocat de Jeff
- 1946 : Voulez-vous m'aimer ? (Do you love me ?) : Ralph Wainwright
- 1946 : White Tie and Tails ou The Swindlers : Archer
- 1946 : Meurtre au port (Nobody Lives Forever) de Jean Negulesco : Charles Manning
- 1946 : Humoresque : Bauer - Le 1er producteur de Paul
- 1947 : The Invisible Wall : Richard Elsworth
- 1947 : Et tournent les chevaux de bois (Ride the Pink Horse) de Robert Montgomery : Jonathan
- 1947 : Les Conquérants d'un nouveau monde (Unconquered) : Col. George Washington
- 1947 : Les Démons de la liberté (Brute Force) : McCollum
- 1947 : Éternel Tourment (Cass Timberlane ou Sinclair Lewis' Cass Timberlane ) : Dennis Thane
- 1947 : Dangerous Years : Edgar Burns
- 1947 : Marchands d'illusions (The Hucksters) de Jack Conway : Cooke
- 1948 : Scandale en première page (That Wonderful Urge) : Whitson
- 1948 : La Course aux maris (Every Girl Should Be Married), de Don Hartman : Sam McNutt
- 1949 : L'amour a toujours raison (A Kiss for Corliss ou Almost a Bride ou Dangerous Visitor) de Richard Wallace : Taylor
- 1949 : Strange Bargain : Malcolm Jarvis
- 1949 : The Lucky Stiff : Avocat général John Logan
- 1950 : Key to the City : Présentateur télévisé
- 1951 : Le Gouffre aux chimères (Ace in the Hole, retitré The Big Carnival) : Nagel
- 1951 : Destination Mars (Flight to Mars) de Lesley Selander : Prof. Jackson
- 1953 : Épousez-moi (Marry Me Again) de Frank Tashlin : Dr Pepperdine
- 1954 : L'Aigle solitaire (Drum Beat) : Dr Thomas
- 1955 : Le Procès (Trial) : Dr Johannes Albert Schacter
- 1955 : Les Pièges de la passion (Love Me or Leave Me) : Paul Hunter
- 1956 : Francis in the Haunted House : D.A. Reynolds
- 1956 : La Rançon (Ransom !) : Langly
- 1957 : Un seul amour (Jeanne Eagels) : juge
- 1957 : Le Miroir au secret (5 Steps to Danger) : Dean William Brant

## Séries télévisées
- 1952 : Boss Lady : Roger
- 1952 : The Doctor ou The Visitor, épisode The Hiding Place
- 1952 : Sky King, Speak No Evil : Earl Bland/Gaff Morgan
- 1952 : Dangerous Assignment, épisode The Briefcase Story : Robertson
- 1953 : Cavalcade of America, épisode The Last Will of Daniel Webster
- 1953 : Cavalcade of America, épisode The Gingerbread Man : George Washington
- 1954 : Drum Beat : Dr Thomas
- 1954 : Topper, épisode The Boat : Jack Green
- 1954 : The Pepsi-Cola Playhouse, épisode A Far, Far Better Thing : Len Sills
- 1954 : Cavalcade of America, épisode The American Thanksgiving -- Its History and Meaning
- 1954 : Cavalcade of America, épisode Spindletop: Texas' First Oil Gushers : Dr Hayes
- 1954 : Cavalcade of America, épisode A Strange Journey
- 1955 : The Man Behind the Badge, épisode The Case of the Deadly Homburg : Lamar
- 1955 : Producers' Showcase, épisode The Petrified Forest : Mr. Chisholm
- 1955 : TV Reader's Digest, épisode How Chance Made Lincoln President : Abraham Lincoln
- 1955 : Hallmark Hall of Fame, épisode Soldier's Bride : Zachary Taylor
- 1956 : TV Reader's Digest, épisode Cochise, Greatest of the Apaches : Cochise
- 1956 : Playhouse 90, épisode Forbidden Area
- 1957 : General Electric Theater, épisode The Big Shooter : Beaummy
- 1957 : The Gray Ghost, épisode Resurrection : Owens
- 1959 : The Millionaire, épisode The Hank Butler Story : Ethan
- 1959 : Lux Playhouse, épisode This Will Do Nicely : Inspecteur Humbert
- 1959 : The Donna Reed Show, épisode Sleep No More My Lady : Dr Elias Spaulding
- 1959 : Man with a Camera, épisode The Positive Negative : Jeffrey Blaine
- 1959 : Law of the Plainsman, épisode Passenger to Mescalero : J. Roberts Pawley
- 1960 : Perry Mason, épisode The Case of the Singing Skirt : juge
- 1960 : Perry Mason, épisode The Case of the Crying Cherub : juge
- 1960 : Perry Mason, épisode The Case of the Wandering Widow : juge
- 1960 : Alfred Hitchcock Presents, saison 6 épisode 12 The Baby-Blue Expression : James Barrett
- 1960 : McGarry and His Mouse : officier de police
- 1961 : Perry Mason, épisode The Case of the Fickle Fortune : juge
- 1961 : Perry Mason, épisode The Case of the Violent Vest : juge
- 1961 : The Rebel, épisode Mission--Varina : Jefferson Davis
- 1961 : Assignment: Underwater, épisode Nightmare Bay : Dr Burton
- 1962 : Alfred Hitchcock Presents, saison 7 épisode 16 The Case of M.J.H. : M.J. Harrison